# Victorien Delamare
Victorien Delamare, né le 14 novembre 1982 à Martigues dans les Bouches-du-Rhône, est un acteur français.

## Biographie
Victorien José Antoine Delamare naît le 14 novembre 1982 à Martigues dans les Bouches-du-Rhône.
À l'âge de 7 ans, il tourne sous la direction d'Yves Robert dans deux de ses films, La Gloire de mon père et Le Château de ma mère (sortis en 1990), dans lesquels il joue le rôle du petit Paul Pagnol, le frère cadet de Marcel Pagnol.
Quelques années plus tard, il joue dans le téléfilm Fou de foot puis dans la mini-série Le Château des Oliviers.
Il fait aussi une petite apparition à l'âge de 11 ans dans un film de Bertrand Blier, Un, deux, trois, soleil, sorti en en 1993. C'est son dernier rôle à l'écran.
Aujourd'hui, Victorien Delamare vit à Saint-Paul-Trois-Châteaux, où il exerce désormais la profession de plombier.

## Filmographie
Sauf indication contraire, les informations mentionnées dans cette section peuvent être confirmées par la base de données cinématographiques IMDb,  présente dans la section « Liens externes ».

### Cinéma
- 1990 : La Gloire de mon père d'Yves Robert : Paul Pagnol enfant
- 1990 : Le Château de ma mère d'Yves Robert : Paul Pagnol enfant
- 1993 : Un, deux, trois, soleil de Bertrand Blier

### Télévision
- 1992 : Fou de foot (téléfilm) de Dominique Baron : Didi Berta
- 1993 : Le Château des Oliviers (mini-série) de Nicolas Gessner : Marius (5 épisodes)